# Dagbog
En dagbog er en bog til at skrive uformelle kronologiske, daterede indlæg.
En dagbog bruges som oftest privat, hvor en person skriver notater til sig selv om sin dag, sine gøremål, sine tanker eller hvad personen selv måtte ønske at huske på eller kunne blive mindet om. Nogle dagbogsskrivere får et meget personligt, psykologisk forhold til deres dagbog – nogle betragter dagbogen som en ven, og går endda så vidt som at navngive dem. Anne Frank navngav for eksempel sin dagbog kitty.
Den kan dog også bruges mere offentligt i form af en weblog (eller bare en blog), der kan være en "dagbog" på nettet. Disse kan enten være helt generelle om en persons dagligdag, men der findes også mange professionelle weblogs, hvor eksperter skriver om deres seneste opdagelser og løbende arbejdsopgaver til inspiration for andre.
Dagbøger kan også bruges professionelt eller i studiesammenhæng, hvor man i forbindelse med afvikling af et projekt sideløbende skriver en projektdagbog, der er en uformel gennemgang af, hvorledes projektet er forløbet. Dette bruges til en mere blød evaluering af projektets forløb og de erfaringer, man har gjort sig – og skal ses som et modstykke til det effektive arbejde, som projektet har mundet ud i, henholdsvis det produkt, som blev resultatet.
Endelig er dagbogen en klassisk litterær genre. Som eksempler kan nævnes Søren Kierkegaards Forførerens Dagbog, som er en del af Enten-Eller, Steen Steensen Blichers En landsbydegns dagbog og Martin A. Hansens Løgneren, eller et mere modernistisk eksperimenterende eksempel, Per Højholts 6512.